# Matsucoccus fasciculensis
Matsucoccus fasciculensis är en insektsart som beskrevs av Herbert 1919. Matsucoccus fasciculensis ingår i släktet Matsucoccus och familjen pärlsköldlöss. Inga underarter finns listade i Catalogue of Life.